# دين ميلر
دين ميلر (بالإنجليزية: Dean Miller)‏ هو مغن مؤلف أمريكي، ولد في 15 أكتوبر 1965 في لوس أنجلوس في الولايات المتحدة.

## وصلات خارجية
- الموقع الرسمي
- دين ميلر على موقع ميوزك برينز (الإنجليزية)
- دين ميلر على موقع ديسكوغز (الإنجليزية)